# Ville métropolitaine de Bari
La ville métropolitaine de Bari (Città metropolitana di Bari en italien) est une ville métropolitaine italienne, dans la région des Pouilles, dont le chef-lieu est Bari. Elle remplace la province de Bari depuis le 1er janvier 2015.

## Géographie
Surplombant la mer Adriatique, dans le sud-est de l'Italie, la province de Bari est située dans la partie centrale des Pouilles et est bordée à l'ouest par les provinces de Matera et Potenza, au nord par la province de Barletta-Andria-Trani et au sud par les provinces de Tarente et Brindisi.
La zone est dominée par les collines de Murge dans la partie intérieure, un plateau karstique qui abrite le parc national Alta Murgia, l'un des parcs nationaux les plus récents d'Italie, créé en 2004.

## Histoire
La ville métropolitaine de Bari est créée le 1er janvier 2015, en application de la loi n°56 du 7 avril 2014 intitulée : « dispositions sur les villes métropolitaines, les provinces, les unions et les fusions de municipalités ». Elle se substitue à la province de Bari sur le même territoire.
La Terre de Bari est une ancienne subdivision du royaume de Sicile, puis des Deux-Siciles.

## Monuments et lieux d'intérêt

### Architectures militaires
- Château normand-souabe de Bari
- Château normand-souabe de Gioia del Colle
- Château normand-souabe de Sannicandro di Bari
- Château de Conversano
- Château de Gravina
- Château de Monopoli
- Château de Santo Stefano
- Tour angevine de Bitonto

### Architectures religieuses
- Basilique Saint-Nicolas de Bari
- Basilique pontificale des Santi Medici
- Cathédrale Saint-Sabin de Bari
- Cathédrale de Bitonto
- Cathédrale de Monopoli
- Église Saint-Nicolas de Bari
- Église Sainte-Marie-du-Suffrage de Monopoli

### Sites archéologiques
- Grotte de Lamalunga, découverte de l'Homme d'Altamura
- Parc archéologique du Mont Sannace
- Site archéologique d'Azetium
- Site archéologique de Celia peuceta
- Zone archéologique du Salentino

## Politique et administration
La ville métropolitaine est dirigée par un maire, qui est celui de la ville de Bari, un conseil métropolitain élu et une conférence métropolitaine consultative, tous deux présidés par le maire.
| Période          | Période        | Identité       | Étiquette | Qualité                     |
| ---------------- | -------------- | -------------- | --------- | --------------------------- |
| 1er janvier 2015 | 9 juillet 2024 | Antonio Decaro | PD        | Maire de Bari (2014 → 2024) |
| 9 juillet 2024   | En cours       | Vito Leccese   | PD        | Maire de Bari (2024 →)      |

## Nature
- Oasis WWF Gioacchino Carone
- Oasis WWF Il Rifugio Mellitto
- Oasis WWF Bosco Romanazzi
- Forêt de Difesa Grande

## Culture
- Galerie nationale des Pouilles
- Pinacothèque métropolitaine de Bari
- Musée archéologique national de Gioia del Colle
- Musée archéologique national Jatta
- Musée archéologique de Santa Scolastica
- Musée archéologique national d'Altamura
- Musée de l'Homme d'Altamura

## Divers
La ville métropolitaine de Bari est l'aire de production pour l'huile d'olive extra vierge Terra di Bari.